# Thomas Wolfe
Thomas Clayton Wolfe, född 3 oktober 1900 i Asheville, North Carolina, USA, död 15 september 1938 i Baltimore, Maryland, USA,  var en amerikansk författare.

## Liv och verk
Thomas Wolfe skrev bara fyra romaner, men även övriga verk, under sin korta livstid, men de är långa verk. Han är mest känd för att blanda prosa med självbiografiska inslag. Hans böcker, skrivna under Den stora depressionen, skildrar variationer och skillnader i amerikansk kultur. Wolfe studerade dramatik vid Harvard, där han tog en Master of Arts 1922.
1937 drabbades Wolfe av lunginflammation. Efter ytterligare komplikationer upptäcktes att han hade tuberkulos i hjärnan. Han behandlades på Johns Hopkins Hospital, Baltimore, men då försök till operation inleddes i september 1938 upptäcktes att sjukdomen drabbat hela den högra hjärnhalvan. Hans liv gick inte att rädda, och han avled tre dagar senare. Då hade två av hans romaner publicerats; Look homeward, Angel (1929) och Of Time and the River (1935). Hans övriga två, The Web and the Rock (1939) och You Can't Go home again (1940), publicerades postumt. Han efterlämnade 3000 sidor manuskript av olika slag.
Kuriosa är att William Faulkner klassade Thomas Wolfe som den främste författaren under The Lost generation-eran, och sig själv som nummer två. Henry Miller skulle senare, på 1950-talet, jämföra beatförfattaren Jack Kerouacs prosa med just Wolfes, vilket inte är så konstigt då Kerouac hade Wolfe som sin främsta förebild i litteraturen och tog kurser för Elbert Lenlow - personlig vän till Wolfe. Författaren Gunnar Balgård går så långt att han kallar Kerouac för Wolfes enda elev. De skrev inte romaner så som de förväntades se ut - de startade vid en punkt, lät inspirationen löpa och formade språket därefter. Bägge var upptagna av resans djupa innebörd av att vara en klassresa, ett totalt normbyte, en satsning utan återvändo. Kerouac skrev också en terminsuppsats om Wolfes språk med dess rikedom på ljudvalörer. De skriver sina romaner som om de vore poesi. Även Beat-författaren  Lawrence Ferlinghetti var stark påverkad av Wolfe. I en dikt sammanför han Kerouac och Wolfe, där han radar upp deras många likheter.
I början av independentfilmen Bara en dag (2004) vävs ett citat ur Look Homeward, Angel in, då filmens huvudperson, författaren Jesse Wallace, intervjuas av franska kulturskribenter om sin debutroman på legendariska bokhandeln Shakespeare and Company i Paris.

## Svenska översättningar
- Se hemåt, ängel! (Look homeward, Angel) (översättning Elsa af Trolle) (Bonnier, 1932)
- Huset i den gamla stilen (Mannerhouse) (översättning Börje Lindell, radioversion Henrik Dyfverman) (Radiotjänst, 1949)